# Chun Chil-Sung
Chun Chil-Sung, född den 7 juli 1961 i Sinan-gun, Sydkorea, är en sydkoreansk boxare som tog OS-brons i lättviktsboxning 1984 i Los Angeles. I semifinalen förlorade Chun mot Pernell Whitaker från USA med 5-0.